# پارک میجی جینگو گایئن
پارک میجی جینگو گایئن (به ژاپنی: 明治神宮外苑 meiji jingu gaien) یا (به انگلیسی: Meiji Shrine Outer Garden) یک پارک به سبک غربی است که در منطقهٔ شینجوکو و میناتو، در توکیو پایتخت ژاپن واقع شده‌است. برای اینکه با باغ داخلی معبد میجی  که از قبل در شیبویا به نام باغ جینگو گیوئن (باغ داخلی) (به انگلیسی: Meiji Shrine Inner Garden) وجود دارد، اشتباه نشود، این پارک با نام پارک میجی جینگو گایئن یا به اختصار جینگو گایئن (باغ خارجی معبد) شناخته می‌شود. آتش بازی جینگوگایئن هر ساله در ماه اوت در این پارک برگزار می‌شود.

## رسیدن به پارک
- ایستگاه گایئن مائه (外苑前)
  -  متروی توکیو، خط گینزا تا پارک ۵ دقیقه پیاده فاصله است.
- ایستگاه  سنداگایا و ایستگاه شینانوماچی
  -  متروی توئی، خط اوادو تا پارک ۱۵ دقیقه پیاده فاصله است.
  - ■ جی آر، خط چوئو-سوبو
- ایستگاه کوکوریتسوکیوگیجو (国立競技場駅 Kokuritsu-Kyōgijō)
- متروی توئی، خط اوادو تا پارک  ۱۳ دقیقه پیاده فاصله است.

## نگارخانه

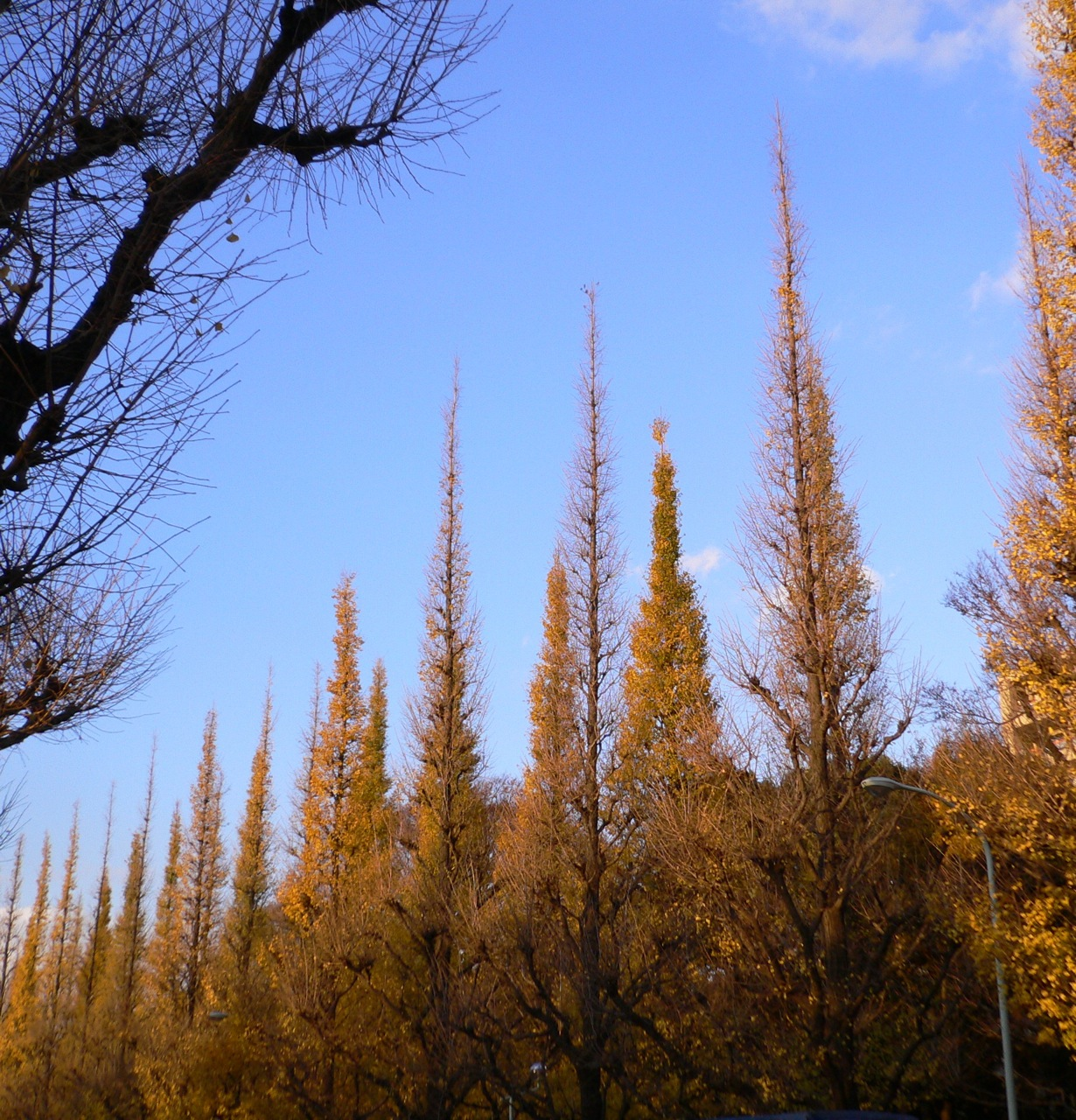
خیابان جینگو در داخل پارک در پاییز
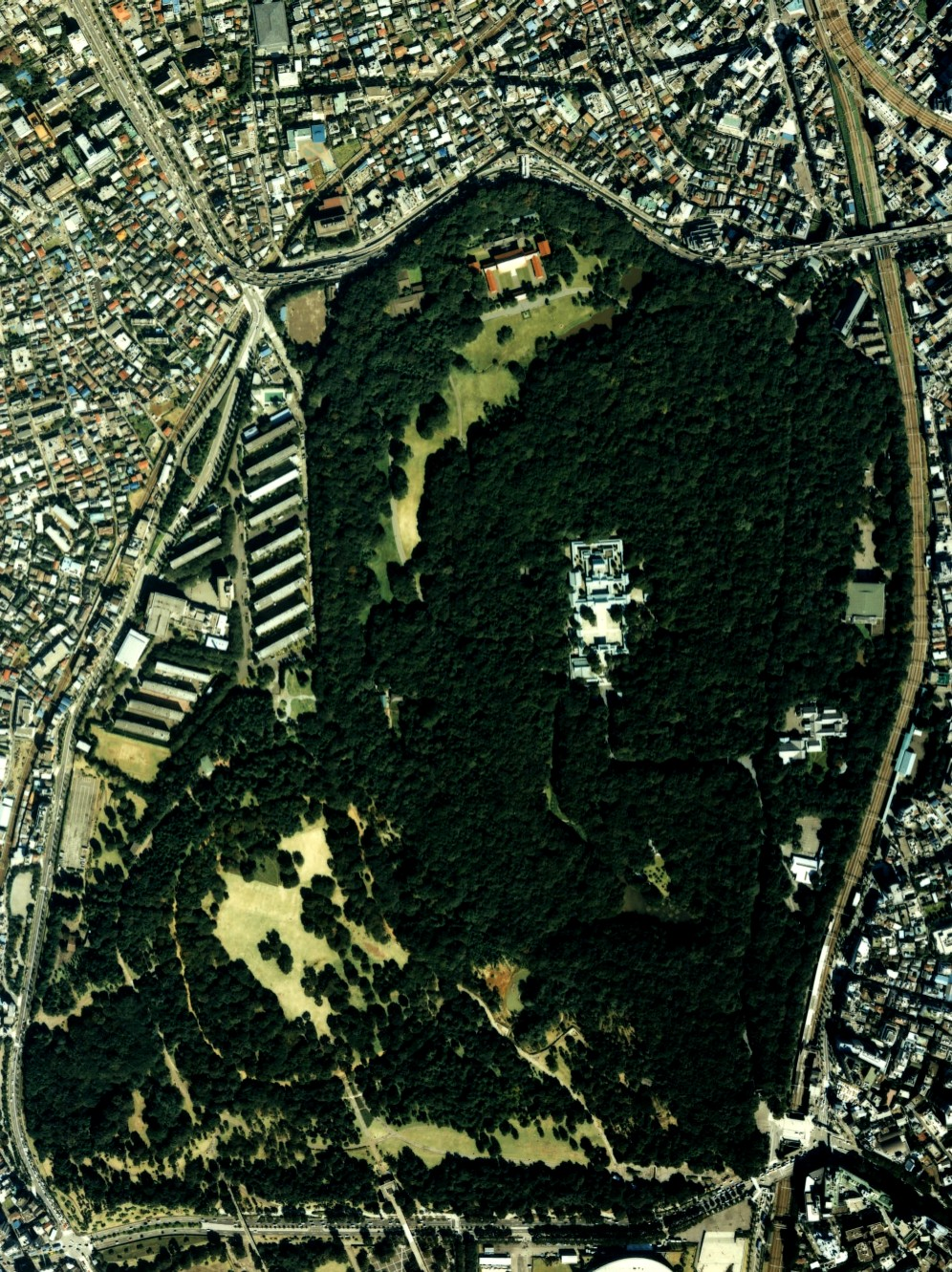
باغ جینگو گیوئن در شیبویا